# Maria Kraśnicka
Maria Kraśnicka z d. Dobrzańska (ur. ?, zm. 23 na 24 grudnia 1919) – członkini Polskiej Organizacji Wojskowej KN III Kijów, dama Orderu Virtuti Militari.
Nieznana jest data urodzenia, a także bliższe dane biograficzne Marii Kraśnickiej z d. Dobrzańskiej. Z córkami, Wandą, Aliną i Stanisławą, należącymi do Polskiej Organizacji Wojskowej, mieszkała w Żytomierzu. Prowadziła w mieście stancję uczniowską, na terenie której znajdowała się biblioteka i odbywały zbiórki „Korporacji Uczniowskiej”, będąca tajnym stowarzyszeniem o charakterze niepodległościowym. Nie była członkinią POW, ale przechowywała archiwum Okręgu Żytomierskiego POW, działała również w służbie kancelaryjnej i samarytańskiej.
4 grudnia 1919 żytomierską POW dotknęła fala aresztowań na skutek działalności prowokatora Marcenki. Córki Alina i Stanisława Kraśnickie razem z innymi członkami żytomierskiej POW zostały aresztowane przez Czerezwyczajkę. Kiedy dowiedziała się o tym Maria i nie chcąc rozłączać się z córkami, zgłosiła się do Czeka, gdzie również ją aresztowano. Została osadzona z córkami w jednej celi. Maria podczas przesłuchań nie wydała archiwum POW ani żadnej innej informacji. Córki również były przesłuchiwane i torturowane, a matka musiała na to patrzeć. W czasie przesłuchań Aliny oprawcy strzelali z rewolweru koło jej głowy, która bojąc się śmierci przekazała bolszewikom wszystkie znane sobie szczegóły organizacyjne POW. Kiedy Alina zaraziła się tyfusem plamistym, Maria opiekowała się nią całymi dniami z wielkim poświęceniem, a w nocy poddawana była przesłuchaniom.
W nocy z 23 na 24 grudnia 1919 Maria Kraśnicka oraz duża grupa peowiaków zostali rozstrzelani. Maria została stracona jako pierwsza, a później jej dwie córki. W maju 1920 do Żytomierza weszło Wojsko Polskie, które odnalazło mogiłę rozstrzelanych na cmentarzu prawosławnym. Dokonana została ekshumacja, a trumny z ciałami rozstrzelanych zostały 15 maja 1920 wystawione w katedrze i pochowane z honorami wojskowymi na cmentarzu katolickim w Żytomierzu we wspólnej Bratniej Mogile POW.
Maria Kraśnicka Dekretem Naczelnika Państwa i Naczelnego Wodza z 17 maja 1922 ogłoszonym w Dz. Pers. MSWojsk. Nr 1 z 4 stycznia 1923 „za wyjątkową pełną ofiarności i poświęcenia pracę oraz śmierć bohaterską” została na wniosek Komendanta KN III Henryka Józewskiego pośmiertnie odznaczona Krzyżem Srebrnym Orderu Wojskowego Virtuti Militari z nr. Krzyża 7909.